# アーカンソー・リムロッカーズ
アーカンソー・リムロッカーズ（Arkansas RimRockers）は、NBAデベロップメント・リーグ（以下NBADL）に加盟しているプロバスケットボールチーム。本拠地はアメリカ合衆国アーカンソー州リトルロック。2007-08シーズンはNBADL不参加が表明された。

## 歴史
2004年、ABAの新チームとして設立された。初年度の2004－05シーズンから32勝5敗の好成績を残し、ABAの優勝を果たした。タイトルを勝ち取った直後、ABAから脱退してNBADLに加入した。
2005-06シーズン途中、チーム発足からHCを続けていたジョー・ハージが解雇された後、アンディ・ストグリンに交代された。
2006-07シーズン終了後、経営難からウィスコンシン州への移転も検討されていたが叶わず、2007-08シーズンの不参加が決定した。その後の方針は未定である。

## 過去に所属した選手
- ポップ・ソウ（Pape Sow）